# هيلولة ربي حاييم بينتو
هيلولة ربي حاييم بينتو هي ذكرى وفاة الحاخام حاييم بينتو. يتم إحياءها في مدينة الصويرة بالمغرب، و هي إحدى أشهر الهيلولات في شمال إفريقيا.
كل سنة، يحج أكثر من 2000 يهودي إلى مدينة الصويرة للمشاركة في هذا الاحتفال الديني الذي يمتد طيلة أربعة أيام، تخليدا لذكرى الحاخام.

## تاريخ
ينحدر ربي حاييم بينتو (1743-1845) من عائلة متدينة من يهود السفارديم، و قد كان هو الحاخام الأكبر لمدينة الصويرة.
إثر وفاته، يوم 26 أيلول 5605 من التقويم العبري، أصبح قبره و بيته محجا لليهود من العالم بأسره، حيث يجتمعون في شهر سبتمبر من كل سنة للصلاة و التعبد في الكنيس الخاص ببيته أو في ضريحه المتواجد بالمقبرة اليهودية القديمة.

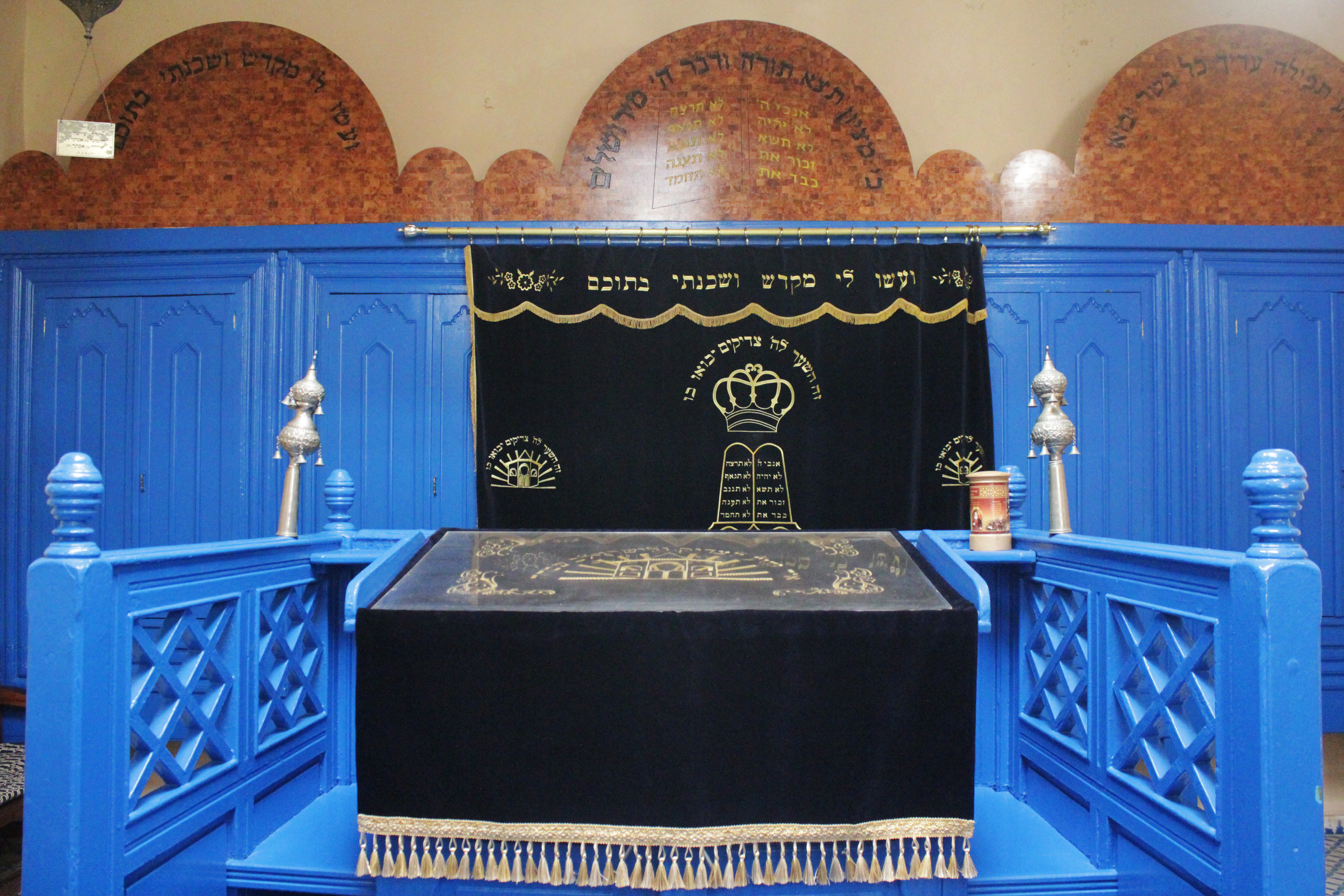
كنيس ربي حاييم بينتو، حيث يتم الاحتفال بالهيلولة سنويا